# Stormlord (jeu vidéo)
Pour les articles homonymes, voir Stormlord.
Stormlord est un jeu vidéo d'action-aventure édité par Hewson Consultants, sorti en 1989. À l'origine développé sur les ordinateurs personnels 8 bits Amstrad CPC, Commodore 64 et ZX Spectrum, il a été adapté sur Amiga, Atari ST, PC et Mega Drive.
Le jeu a donné suite à Stormlord II: Deliverance (1990) sur micro 8 bits et à Deliverance (1992) sur micro 16 bits.

## Système de jeu
Dans un monde heroic fantasy, la fée Rose et ses sœurs, gardiennes-protectrices des créatures du royaume, ont été emprisonnées par la reine diabolique Badh. Le joueur contrôle le guerrier Stormlord dans des environnements à défilement horizontal avec pour objectif de libérer les cinq fées captives dispersés dans chaque niveau avant la fin du temps imparti (le coucher du soleil).
Le concept de jeu se situe à la croisée de Sorcery (1984) et de Ghosts'n Goblins (1985). Le héros doit utiliser des objets avec science pour débloquer les accès et contourner les pièges. Un seul objet peut être porté à la fois et il n'est possible de s'en séparer qu'en l'échangeant contre un autre, transformant la progression en une succession de casse-têtes. Les clés ouvrent les portes, le pot de miel attire les abeilles qui bloquent le passage, le parapluie permet de se protéger des gouttes de pluies acides, les souliers de faire des sauts de géant, etc. Chaque niveau contient des emplacements spéciaux qui propulsent le héros dans une autre zone, souvent inaccessible à pied (sur 16-bit, c'est l'aigle Mael Avin qui l'y transporte). En outre, humains, créatures et flores malfaisants arpentent les décors. Le héros doit les éviter en réalisant des sauts millimétrées ou les éliminer avec ses pouvoirs magiques (projection d'éclairs et d'épées).
À la fin de chaque niveau, un mini-jeu offre la possibilité de remporter une vie supplémentaire. Il s'agit de décocher adroitement des cœurs d'amour aux petites fées volantes et de récupérer à temps la larme qu'elles laissent échapper.

## Développement
Le jeu a été conçu par Raffaele Cecco, l'auteur de Cybernoid et First Samurai, et Nick « Captain of Coding » Jones. Le premier a programmé les versions Amstrad CPC et ZX Spectrum, le second la version Commodore 64. Hugh Binns a réalisé les graphismes des versions 8-bit. J. Dave Rogers (CPC, ZX), Jochen Hippel (C64, ST) et Charles Deenen (AM) ont composé les musiques et les effets sonores. Le jeu a été produit par Paul Chamberlain.
Les versions Amiga, Atari ST, DOS proposent des graphismes entièrement refait par Mark K. Jones. Le créateur a aussi conçu de nouveaux niveaux, énigmes et personnages, dont Malthar le Mage qu'on retrouve ensuite dans Darkmere et Dragonstone de Core Design, et, de manière anonyme, dans The Elder Scrolls II: Daggerfall et Battlespire de Bethesda Softworks. L'intérêt du graphiste pour les univers fantasy est née de ses travaux sur Stormlord. Keith McMurtrie a programmé le jeu sur Amiga et ST et David Collins sur DOS.
L'adaptation Mega Drive, développée par Punk Development (programmation de Kevin Seghetti et musique de Lars Norpchen), est basée sur la version Amiga. Elle est relativement similaire à la curiosité près que les petites fées captives et les nymphes élégantes du décor, nues dans les versions micros, se voient désormais revêtues de sous-vêtements.

## Commercialisation
Stormlord est commercialisé au printemps 1989 sur Amstrad CPC, Commodore 64 et ZX Spectrum en Europe (entre env. 8 € et 22 €) et en fin d'année sur Amiga et Atari ST (env. 30 €). Cinemaware a édité la version Amiga aux États-Unis. La version Mega Drive sort en 1990 aux États-Unis, fin 1991 en Europe (entre env. 55 € et 65 €) et le 27 mars 1992 au Japon (édité par Micro World).

## Accueil
Stormlord est bien reçu par la presse spécialisée qui salue son principe « où il ne s'agit pas bêtement d'avancer » mais amène aussi à réfléchir, ainsi que la qualité de la réalisation visuelle et sonore. Une des limites du concept est que de multiples tentatives sont nécessaires pour réussir à terminer les niveaux dans le temps imparti, ce qui peut être source de frustration pour les moins persévérants des joueurs (il existe un cheat code pour stopper le défilement du temps). La difficulté de jeu est en outre plutôt élevée.